# Anarmostus iopterus
Anarmostus iopterus là một loài ruồi trong họ Asilidae. Anarmostus iopterus được Wiedemann miêu tả năm 1828.